# داني راي (مغني)
داني راي (بالإنجليزية: Danny Ray)‏ هو مغني جامايكي، ولد في 3 سبتمبر 1951 في كينغستون في جامايكا.

## وصلات خارجية
- داني راي على موقع ميوزك برينز (الإنجليزية)
- داني راي على موقع ديسكوغز (الإنجليزية)